# Moldavien i Eurovision Song Contest 2015
Moldavien deltog i Eurovision Song Contest 2015 i Wien i Österrike.

## Uttagning
Landet valde sitt bidrag genom sin första nationella uttagning O melodie pentru Europa 2015. Finalen hölls den 28 februari 2015 och vinnare blev Eduard Romanyuta med sin låt "I Want Your Love".

## Vid Eurovision
Moldavien deltog i den första semifinalen den 19 maj. Där hade de startnummer 10. De hamade på elfte plats med 41 poäng. De lyckades därför inte ta sig inte till finalen.